# Ferdinand Strasser
Ferdinand Strasser (* 3. April 1901 in Krems an der Donau; † 30. September 1942 in Wien) war ein österreichischer Politiker (KPÖ) und Widerstandskämpfer gegen den Nationalsozialismus.

## Leben
Strasser wuchs als ältester Sohn in einer sozialdemokratisch orientierten Großfamilie auf. Er absolvierte das Gymnasium, dessen Besuch er sich nur durch Nebenerwerbstätigkeiten leisten konnte. Sein Vorhaben, nach dem Abschluss seiner Schullaufbahn Rechtswissenschaft zu studieren, scheiterte an nicht vorhandenen finanziellen Mitteln. Ab 1915 gehörte Strasser dem „Verband jugendlicher Arbeiter“ an ab 1919 der SDAPÖ. Ab 1924 war Strasser beim Parteisekretariat der SDAPDÖ tätig, wurde Obmann des Arbeiterturn- und Sportvereins, war leitender Funktionär des Republikanischen Schutzbundes und im April 1933 Vizebürgermeister von St. Pölten. Nach dem Scheitern des bewaffneten Aufstandes Mitte Februar 1934 gegen den austrofaschistischen Ständestaat unter Engelbert Dollfuß flüchtete Strasser zunächst in die Tschechoslowakei und reiste von dort in die Sowjetunion. Während seines Aufenthalts in der Sowjetunion trat Strasser der KPÖ bei. Im Mai 1936 begab sich Strasser im Parteiauftrag wieder in die Tschechoslowakei und im Sommer 1937 unter Verwendung eines Pseudonyms wieder nach Österreich. Auf der Reichskonferenz der KPÖ, die im August 1937 in Prag stattfand, wurde er in das Zentralkomitee der Partei gewählt. Bald danach wurde er festgenommen und inhaftiert, jedoch im Rahmen der Februaramnestie 1938 wieder aus der Haft entlassen. Danach zog er nach Krems, wo er als Buchhalter beschäftigt war. Strasser organisierte und leitete in Krems eine kommunistische Widerstandsgruppe, die eng mit der kommunistischen Widerstandsbewegung in St. Pölten zusammenarbeitete. Die Widerstandsgruppe vertrieb illegale Schriften und engagierte sich für die Österreichische Sektion der Roten Hilfe.
Strasser wurde am 15. April 1941 festgenommen und am 12. Juni 1942 durch den 2. Senat des Volksgerichtshofes wegen Vorbereitung zum Hochverrat zum Tode verurteilt. Am 30. September 1942 wurde Strasser in Wien hingerichtet.

## Ehrungen
Strassers Name ist auf der Gedenktafel für die zwölf durch die Nationalsozialisten ermordeten Zentralkomiteemitglieder der KPÖ aufgeführt, die sich heute im Haus der KPÖ Wien 10 (Wielandschule) befindet. In Steyr wurde der Ferdinand-Straßer-Hof nach ihm benannt, im St. Pöltner Stadtteil Wagram wurde 1955 der Ferdinand-Strasser-Weg nach ihm benannt.